# 2015年世界柔道錦標賽
2015年世界柔道錦標賽於2015年8月24日至30日在哈薩克阿斯塔納Saryarka自由車館舉行。

## 獎牌榜
*   主办国
| 排名 | 国家／地区 | 金牌 | 银牌 | 铜牌 | 總數 |
| ---- | ---------- | ---- | ---- | ---- | ---- |
| 1    | 日本       | 8    | 4    | 5    | 17   |
| 2    | 法國       | 2    | 2    | 2    | 6    |
| 3    |            | 2    | 1    | 3    | 6    |
| 4    | *          | 1    | 1    | 0    | 2    |
| 4    | 斯洛維尼亞 | 1    | 1    | 0    | 2    |
| 6    | 阿根廷     | 1    | 0    | 0    | 1    |
| 6    | 中国       | 1    | 0    | 0    | 1    |
| 8    | 俄羅斯     | 0    | 2    | 1    | 3    |
| 9    | 羅馬尼亞   | 0    | 2    | 0    | 2    |
| 10   | 德国       | 0    | 1    | 3    | 4    |
| 11   | 波蘭       | 0    | 1    | 0    | 1    |
| 11   | 西班牙     | 0    | 1    | 0    | 1    |
| 13   | 蒙古国     | 0    | 0    | 4    | 4    |
| 14   |            | 0    | 0    | 3    | 3    |
| 15   | 巴西       | 0    | 0    | 2    | 2    |
| 16   | 比利时     | 0    | 0    | 1    | 1    |
| 16   | 白俄羅斯   | 0    | 0    | 1    | 1    |
| 16   | 加拿大     | 0    | 0    | 1    | 1    |
| 16   | 哥伦比亚   | 0    | 0    | 1    | 1    |
| 16   | 古巴       | 0    | 0    | 1    | 1    |
| 16   | 以色列     | 0    | 0    | 1    | 1    |
| 16   | 荷蘭       | 0    | 0    | 1    | 1    |
| 16   | 乌克兰     | 0    | 0    | 1    | 1    |
| 16   |            | 0    | 0    | 1    | 1    |
| 总计 | 总计       | 16   | 16   | 32   | 64   |

## 獎牌得主

### 男子
| 項目          | 金牌                                  | 银牌                                | 铜牌                                      |
| 60公斤級      | 叶尔多斯·斯梅托夫 · 哈萨克斯坦（KAZ） | Rustam Ibrayev · 哈萨克斯坦（KAZ）  | 志志目徹 · 日本（JPN）                    |
| 60公斤級      | 叶尔多斯·斯梅托夫 · 哈萨克斯坦（KAZ） | Rustam Ibrayev · 哈萨克斯坦（KAZ）  | 金源镇 · 韩国（KOR）                      |
| 66公斤級      | 安保罗 · 韩国（KOR）                  | 米哈伊尔·普利亚耶夫 · 俄罗斯（RUS） | 戈兰·波拉克 · 以色列（ISR）               |
| 66公斤級      | 安保罗 · 韩国（KOR）                  | 米哈伊尔·普利亚耶夫 · 俄罗斯（RUS） | 里绍德·索比罗夫 · 乌兹别克斯坦（UZB）     |
| 73公斤級      | 大野将平 · 日本（JPN）                | 中矢力 · 日本（JPN）                | 萨音扎尔嘎林·尼亚木-奥其尔 · 蒙古（MGL）  |
| 73公斤級      | 大野将平 · 日本（JPN）                | 中矢力 · 日本（JPN）                | 安昌林 · 韩国（KOR）                      |
| 81公斤級      | 永濑贵规 · 日本（JPN）                | 洛伊克·彼得里 · 法國（FRA）         | 安托万·瓦卢瓦-福捷 · 加拿大（CAN）        |
| 81公斤級      | 永濑贵规 · 日本（JPN）                | 洛伊克·彼得里 · 法國（FRA）         | 维克托·佩纳尔贝 · 巴西（BRA）             |
| 90公斤級      | 郭同韩 · 韩国（KOR）                  | 基里尔·杰尼索夫 · 俄罗斯（RUS）     | 瓦尔拉姆·利帕尔捷利阿尼 · 格鲁吉亚（GEO） |
| 90公斤級      | 郭同韩 · 韩国（KOR）                  | 基里尔·杰尼索夫 · 俄罗斯（RUS）     | 贝克茉秋 · 日本（JPN）                    |
| 100公斤級     | 羽贺龙之介 · 日本（JPN）              | 卡尔-里夏德·弗赖 · 德国（GER）      | 托马·尼基福罗夫 · 比利时（BEL）           |
| 100公斤級     | 羽贺龙之介 · 日本（JPN）              | 卡尔-里夏德·弗赖 · 德国（GER）      | 迪米特里·彼得斯 · 德国（GER）             |
| 100公斤以上級 | 特迪·里内 · 法國（FRA）               | 七户龙 · 日本（JPN）                | 亚当·奥克鲁阿什维利 · 格鲁吉亚（GEO）     |
| 100公斤以上級 | 特迪·里内 · 法國（FRA）               | 七户龙 · 日本（JPN）                | 亚基夫·哈莫 · 乌克兰（UKR）               |
| 團體          | 日本                                  |                                     |                                           |
| 團體          | 日本                                  | 蒙古国                              |                                           |

### 女子
| 項目         | 金牌                                    | 银牌                                  | 铜牌                                  |
| 48公斤級     | 葆拉·帕雷托 · 阿根廷（ARG）             | 浅见八瑠奈 · 日本（JPN）              | 鄭普涇 · 韩国（KOR）                  |
| 48公斤級     | 葆拉·帕雷托 · 阿根廷（ARG）             | 浅见八瑠奈 · 日本（JPN）              | 近藤亚美 · 日本（JPN）                |
| 52公斤級     | 中村美里 · 日本（JPN）                  | 安德烈娅·基楚 · 羅馬尼亞（ROU）       | 埃丽卡·米兰达 · 巴西（BRA）           |
| 52公斤級     | 中村美里 · 日本（JPN）                  | 安德烈娅·基楚 · 羅馬尼亞（ROU）       | 达里娅·斯克雷普尼克 · 白俄罗斯（BLR） |
| 57公斤級     | 松本薰 · 日本（JPN）                    | 科丽娜·克普里奥留 · 羅馬尼亞（ROU）   | 奥通娜·帕维亚 · 法國（FRA）           |
| 57公斤級     | 松本薰 · 日本（JPN）                    | 科丽娜·克普里奥留 · 羅馬尼亞（ROU）   | 道尔吉苏伦·苏米娅 · 蒙古（MGL）       |
| 63公斤級     | 蒂娜·特尔斯泰尼亚克 · 斯洛文尼亚（SLO） | 克拉丽丝·阿格贝涅努 · 法國（FRA）     | 采代夫苏伦·蒙赫扎娅 · 蒙古（MGL）     |
| 63公斤級     | 蒂娜·特尔斯泰尼亚克 · 斯洛文尼亚（SLO） | 克拉丽丝·阿格贝涅努 · 法國（FRA）     | 田代未来 · 日本（JPN）                |
| 70公斤級     | 热夫里丝·埃马内 · 法國（FRA）           | 玛丽亚·贝纳维乌 · 西班牙（ESP）       | Fanny Posvite · 法國（FRA）           |
| 70公斤級     | 热夫里丝·埃马内 · 法國（FRA）           | 玛丽亚·贝纳维乌 · 西班牙（ESP）       | 尤丽·阿尔韦亚尔 · 哥伦比亚（COL）     |
| 78公斤級     | 梅木真美 · 日本（JPN）                  | 阿娜玛丽·韦伦舍克 · 斯洛文尼亚（SLO） | 路易丝·马尔察恩 · 德国（GER）         |
| 78公斤級     | 梅木真美 · 日本（JPN）                  | 阿娜玛丽·韦伦舍克 · 斯洛文尼亚（SLO） | 玛欣德·费尔科克 · 荷兰（NED）         |
| 78公斤以上級 | 于颂 · 中国（CHN）                      | 田知本爱 · 日本（JPN）                | 山部佳苗 · 日本（JPN）                |
| 78公斤以上級 | 于颂 · 中国（CHN）                      | 田知本爱 · 日本（JPN）                | 伊达莉斯·奥尔蒂斯 · 古巴（CUB）       |
| 團體         | 日本                                    | 波蘭                                  | 德国                                  |
| 團體         | 日本                                    | 波蘭                                  | 俄羅斯                                |

## 外部連結
- 官方網站
- International Judo Federation（页面存档备份，存于）
- AllSportDB.com Event page